# Chiesa di Santa Caterina ad Thermis
La Chiesa di Santa Caterina ad Thermis era una chiesa sita nel rione Castro Pretorio.

## Storia
La chiesa risaleva al 1594 quando Caterina Nobili Sforza di Santa Fiora chiese a suo zio papa Giulio III di erigere una chiesa con annesso convento già autorizzatale da papa Sisto V nelle strutture preesistenti alla villa del cardinale Jean du Bellay presso le Terme di Diocleziano e dell'orto del Monastero di San Bernardo. La chiesa si trovava al centro dell'esedra delle Terme di Diocleziano. Nel 1717 la chiesa passò alla Confraternita del SS. Sacramento. Dopo che nel 1772 gli orti della chiesa furono affittati dalla Camera Apostolica la chiesa cadde in disuso e fu abbandonata nel 1817. L'edificio della chiesa fu distrutto nel 1870 per lasciare spazio per l'edificazione di via Nazionale.